# Christoph Rodt

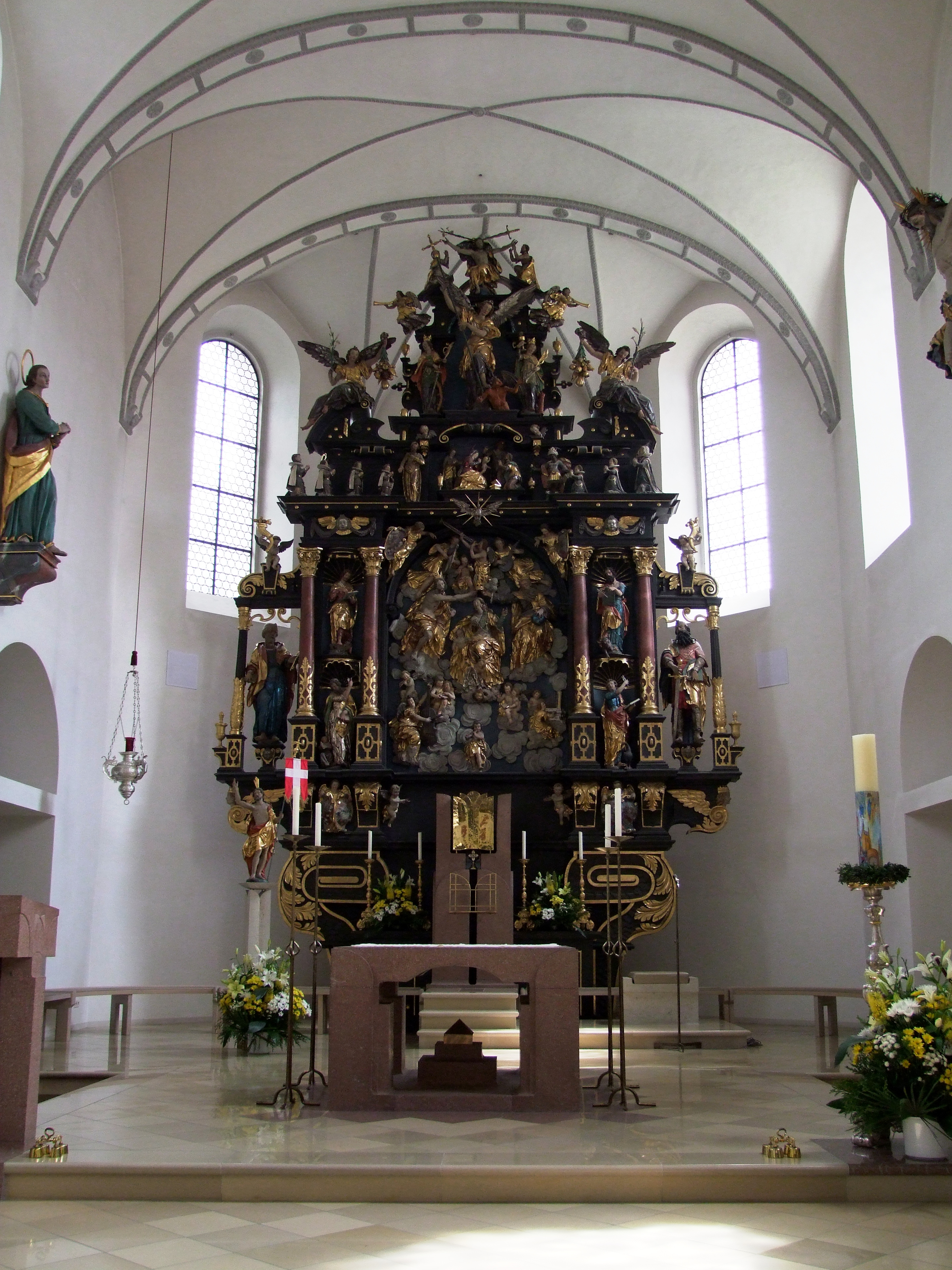
Maître-autel de l’église Saint-Martin d'Illertissen (1620).

Christoph Rodt, aussi orthographié Rott, Rod ou Roth, né vers 1575 à Neuburg an der Kammel et mort le 10 mars 1634 à Kötz, est un sculpteur allemand.

## Biographie et œuvres principales

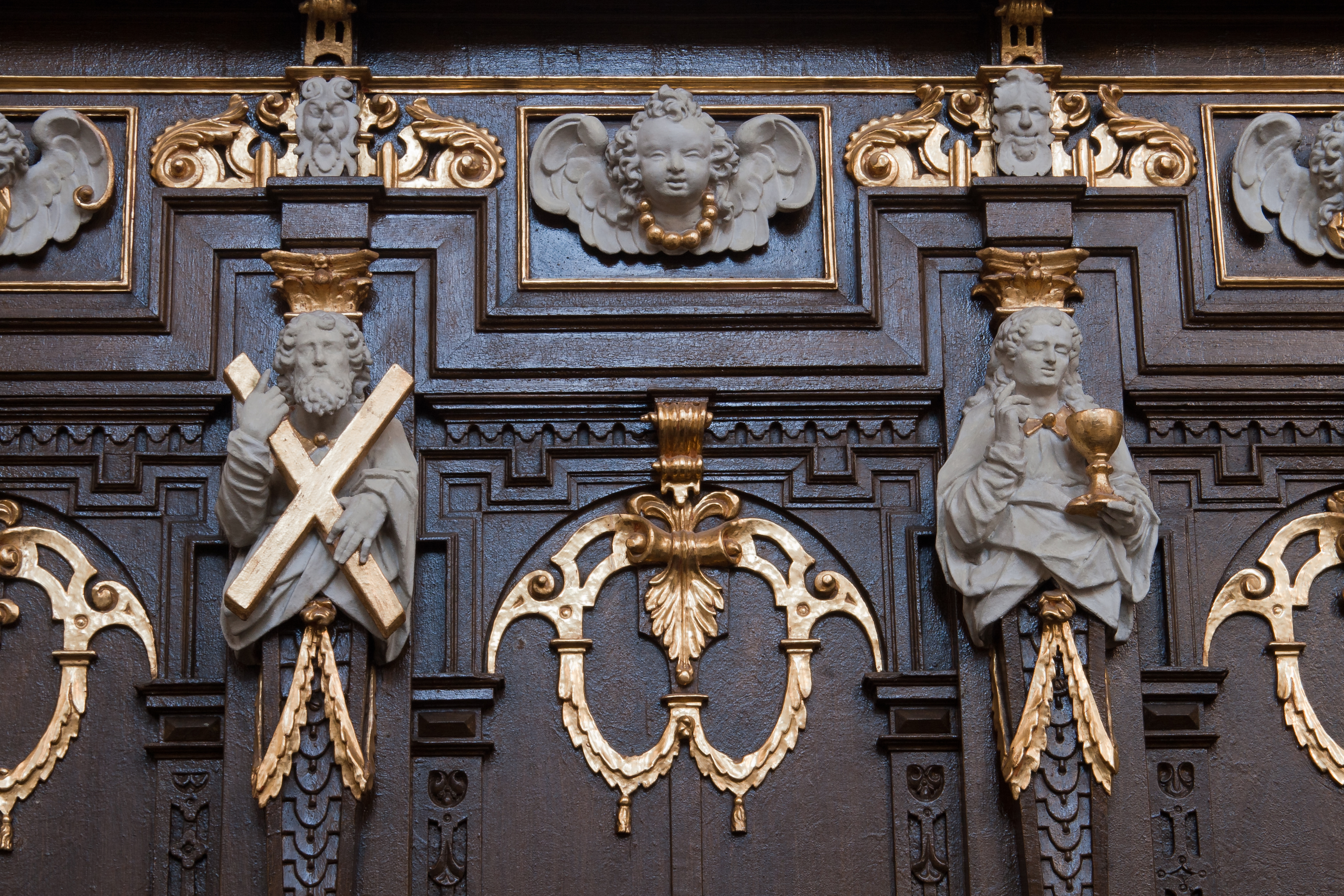
Stalles de l'église de l’abbaye de Roggenburg (1626-1628). Sculptures d'André et de Jean et autres décors. Troisième siège de la rangée supérieure Nord.

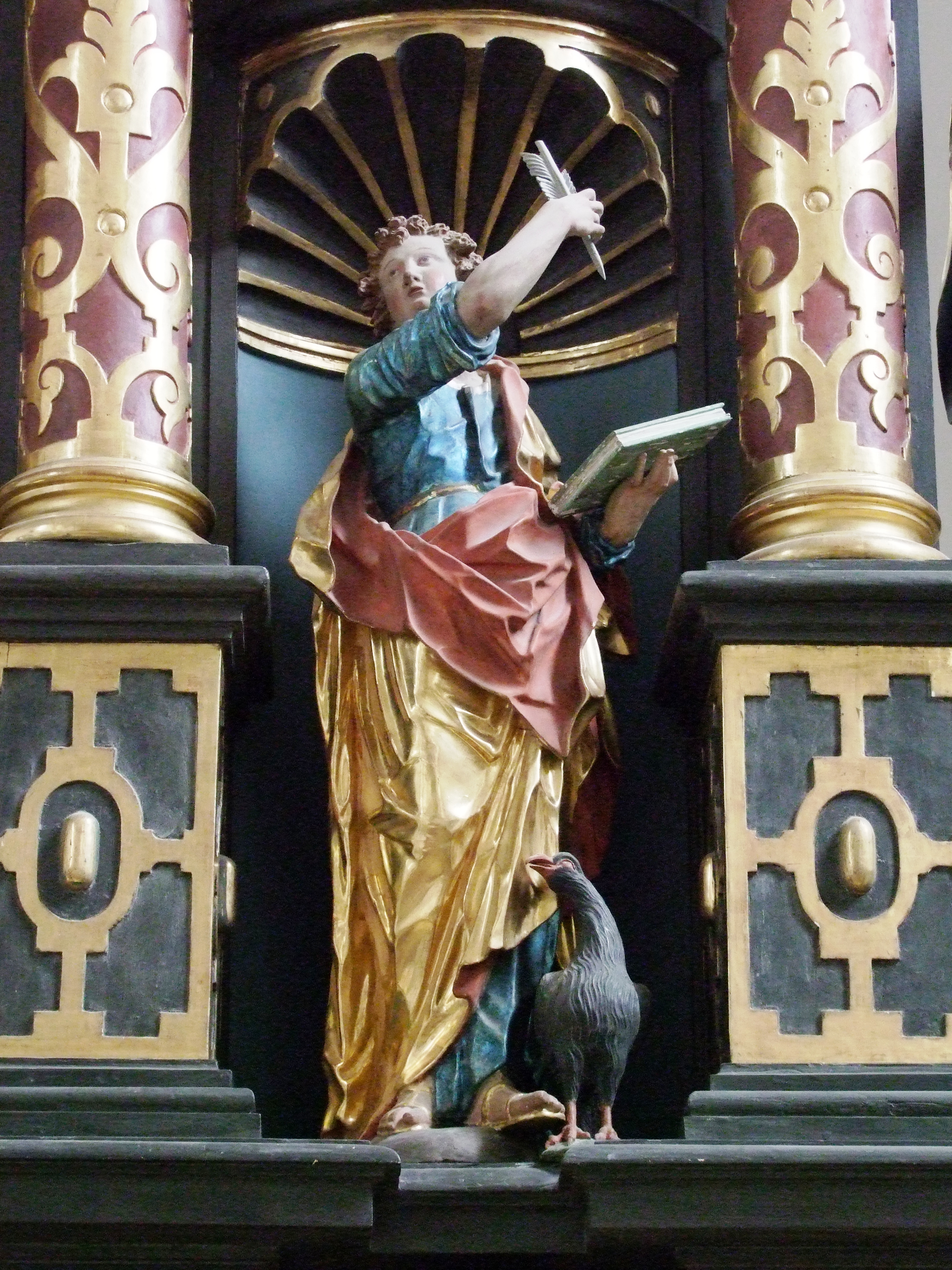
Jean l'Évangéliste. Détail du maître-autel.

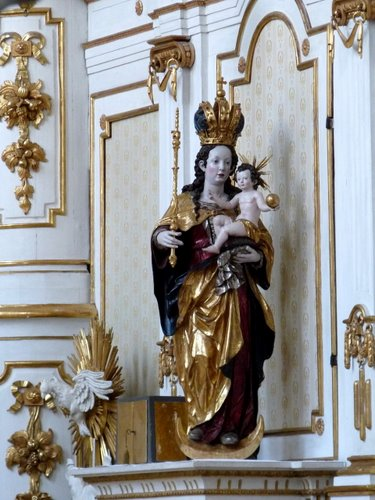
Vierge-à-l'Enfant (1633-1634), église paroissiale Saint-Pierre-et-Saint-Paul, Oberelchingen.

Christoph Rodt s'est probablement familiarisé avec les métiers du bois dans l’atelier de son père Hans, menuisier d'art, mais aussi aubergiste et douanier. Son grand-père, également prénommé Christian, également menuisier ou sculpteur, reçoit en 1577 une lettre lui attribuant un blason, de la part de Ferdinand Vöhlin, seigneur de Frickenhausen.  Le jeune Christoph Rodt effectue son apprentissage de sculpteur chez Hans Leonhard Waldburger à Innsbruck vers 1600. Il a peut-être séjourné, en 1602, au lac de Constance, possiblement chez Vergil Moll, près de Villingen.
En 1604, après avoir acquis la maîtrise, il possède un atelier à Neuburg, assez important pour employer deux compagnons sculpteurs et un compagnon peintre. Cette année, il crée sa première œuvre majeure, le maître-autel de l’église paroissiale Saint-Martin à Illertissen. C'est le seul autel de Rodt conservé pratiquement à l’état originel. Avec ses nombreuses figures, cet imposant autel de plus de 10 mètres de haut et de presque 6 mètres de large renoue avec la tradition du gothique tardif, et se sert des principes stylistiques du maniérisme populaire. On y retrouve déjà les plis froissés  caractéristiques des vêtements. L'autel est un don du seigneur local, Ferdinand Vöhlin; sur le dos on trouve la date du 27 août 1604 et le nom du sculpteur. Lors de rénovation de l’église en 1835, 1839, 1890, il est proposé de remplacer l'autel par une œuvre plus contemporaine, mais le projet n'aboutit pas à cause de son prix.
Les sculptures de la chapelle du château de Neuburg sont de la même année. Dans les années suivantes, Rodt réalise entre autres les figures des pères de l'Église du maître-autel de l'église Saint-Georges à Offingen (1620), l'autel du chœur de l’église paroissiale Saint-Martin (de) à Gundelfingen (1623-1625) et une statue de saint Martin sur la face Sud de l'église paroissiale municipale Saint-Martin (de) à Lauingen (1626).
Vers 1627, Rodt déménage à Großkötz pour prendre la succession de son père comme douanier. C'est dans cette période de déménagement tombe la création de l’œuvre maîtresse de Rodt, les stalles et l'autel de la Croix de l’église de l’abbaye de Roggenburg (1626-28). Lors de la reconstruction de l’église en 1752-58, l'autel a été démoli, mais une partie des figures ont été remployées dans les nouveaux autels de style rococo.
Durant sa dernière année d'activité, il crée une statue de la Vierge Marie portant l'Enfant dans une chapelle latérale de l'église paroissiale Saint-Pierre-et-Saint-Paul à Oberelchingen. Il meurt en 1634 à Großkötz près de Guntzbourg.

## Autres œuvres
- Sainte Afre (1600-1610), église paroissiale, Burgau;
- Christ en croix (1600-1610), église de pèlerinage Notre-Dame, Münsterhausen;
- Vierge à l'Enfant (1610-1620), chapelle Sainte-Marie, Hirschfelden, commune de Krumbach;
- Vierge à l'Enfant (1610-1620), église paroissiale de l'Assomption de Marie, Au, près de Illertissen;
- Vierge à l'Enfant (1620), église Saint-Pancrace, Oberrohr, commune de Guntzbourg;
- Quatre apôtres (1625), musée du patrimoine, précédemment église du monastère, Wettenhausen, commune de Kammeltal;
- Ecce homo (1625) chapelle Ecce-Homo, Niederaunau, commune de Krumbach;
- Christ en croix (1625-30 ), église paroissiale Saint-Martin, Langenhaßlach, commune de Neuburg an der Kammel;
- Descente de Croix (1628 ?) église paroissiale de l'Assomption de Marie, Neuburg an der Kammel.

D'autres œuvres, de lui ou de son fils Christian, sont décrites dans la biographie de Joseph Christa.

## Notoriété
Une école primaire à Neuburg an der Kammel porte le nom de Christoph Rodt; une rue à Illertissen est nommée d'après lui.